# Recilia dolabra
Recilia dolabra är en insektsart som beskrevs av Kramer 1962. Recilia dolabra ingår i släktet Recilia och familjen dvärgstritar. Inga underarter finns listade i Catalogue of Life.